# The Amateur Championship
Conosciuto anche come "British Amateur" o "British Amateur Championship", The Amateur Championship è un torneo di golf per dilettanti che si tiene ogni anno in Gran Bretagna. Insieme allo U.S. Amateur è considerato uno dei due tornei major per dilettanti.
L'evento si è tenuto per la prima volta nel 1885 al Royal Liverpool Golf Club organizzato dal Royal and Ancient Golf Club of St Andrews. Dopo la seconda guerra mondiale è stato equiparato ad uno dei Major.
Sorprendentemente, considerato il prestigio che viene ancora oggi attribuito all'evento, solo due vincitori dell'Amateur Championship dopo la seconda guerra mondiale sono riusciti a vincere un Major Professionale: José María Olazábal e Sergio García.
La prima fase del torneo vede gareggiare 288 giocatori che completano i due giri di qualifica da 18 buche. I primi 64 giocatori accedono alla fase finale ad eliminazione con formula Match Play. Ogni incontro è giocato su 18 buche, tranne la finale dove ne vengono giocate 36 più l'eventuale spareggio.
Il vincitore dell'Amateur Championship ottiene l'invito per tre tornei Major: l'Open Championship del mese successivo, il Masters e lo US Open dell'anno successivo.
Il torneo è aperto a golfisti di ogni nazionalità. Tra i vincitori più noti vi sono Bobby Jones, José María Olazábal e Sergio García. L'unico vincitore italiano del torneo è stato Matteo Manassero nel 2009 all'età di 16 anni.
I percorsi dove si sono tenute più edizioni del torneo sono:
- 18 Royal Liverpool Golf Club;
- 16 St Andrews Links;
- 14 Royal St George's Golf Club;
- 11 Prestwick Golf Club, Muirfield.

## Vincitori
| Anno                                                       | Luogo                              | Campione                | Nazione          | Punteggio | Secondo classificato    |
| ---------------------------------------------------------- | ---------------------------------- | ----------------------- | ---------------- | --------- | ----------------------- |
| 2022                                                       | Royal Lytham & St Annes Golf Club  | Aldrich Potgieter       | Sudafrica        | 3 & 2     | Sam Bairstow            |
| 2021                                                       | Nairn Golf Club                    | Laird Shepherd          | Inghilterra      | 38 buche  | Monty Scowsill          |
| 2020                                                       | Royal Birkdale Golf Club           | Joe Long                | Inghilterra      | 4 & 3     | Joe Harvey              |
| 2019                                                       | Portmarnock Golf Club              | James Sugrue            | Irlanda          | 2 up      | Euan Walker             |
| 2018                                                       | Royal Aberdeen Golf Club           | Jovan Rebula            | Sudafrica        | 3 & 2     | Robin Dawson            |
| 2017                                                       | Royal St. George's Golf Club       | Harry Ellis             | Inghilterra      | 38 buche  | Dylan Perry             |
| 2016                                                       | Royal Porthcawl Golf Club          | Scott Gregory           | Inghilterra      | 2 & 1     | Robert MacIntyre        |
| 2015                                                       | Carnoustie Golf Links              | Romain Langasque        | Francia          | 4 & 2     | Grant Forrest           |
| 2014                                                       | Royal Portrush Golf Club           | Bradley Neil            | Scozia           | 2 & 1     | Zander Lombard          |
| 2013                                                       | Royal Cinque Ports Golf Club       | Garrick Porteous        | Inghilterra      | 6 & 5     | Toni Hakula             |
| 2012                                                       | Royal Troon Golf Club              | Alan Dunbar             | Irlanda del Nord | 1 up      | Matthias Schwab         |
| 2011                                                       | Hillside Golf Club                 | Bryden Macpherson       | Australia        | 3 & 2     | Michael Stewart         |
| 2010                                                       | Muirfield                          | Jin Jeong               | Corea del Sud    | 5 & 4     | James Byrne             |
| 2009                                                       | Formby Golf Club                   | Matteo Manassero        | Italia           | 4 & 3     | Sam Hutsby              |
| 2008                                                       | Turnberry                          | Reinier Saxton          | Paesi Bassi      | 3 & 2     | Tommy Fleetwood         |
| 2007                                                       | Royal Lytham & St. Annes Golf Club | Drew Weaver             | Stati Uniti      | 2 & 1     | Tim Stewart             |
| 2006                                                       | Royal St. George's Golf Club       | Julien Guerrier         | Francia          | 4 & 3     | Adam Gee                |
| 2005                                                       | Royal Birkdale Golf Club           | Brian McElhinney        | Irlanda          | 5 & 4     | John Gallagher          |
| 2004                                                       | St. Andrews Links                  | Stuart Wilson           | Scozia           | 4 & 3     | Lee Corfield            |
| 2003                                                       | Royal Troon Golf Club              | Gary Wolstenholme       | Inghilterra      | 6 & 5     | Raphael De Sousa        |
| 2002                                                       | Royal Porthcawl Golf Club          | Alejandro Larrazabal    | Spagna           | 1 up      | Martin Sell             |
| 2001                                                       | Prestwick Golf Club                | Michael Hoey            | Irlanda del Nord | 1 up      | Ian Campbell            |
| 2000                                                       | Royal Liverpool Golf Club          | Mikko Ilonen            | Finlandia        | 2 & 1     | Christian Reimbold      |
| 1999                                                       | Royal County Down Golf Club        | Graeme Storm            | Inghilterra      | 7 & 6     | Aran Wainwright         |
| 1998                                                       | Muirfield                          | Sergio García           | Spagna           | 7 & 6     | Craig Williams          |
| 1997                                                       | Royal St. George's Golf Club       | Craig Watson            | Scozia           | 3 & 2     | Trevor Immelman         |
| 1996                                                       | Turnberry                          | Warren Bladon           | Inghilterra      | 1 up      | Roger Beames            |
| 1995                                                       | Royal Liverpool Golf Club          | Gordon Sherry           | Scozia           | 7 & 6     | Michael Reynard         |
| 1994                                                       | Nairn Golf Club                    | Lee James               | Inghilterra      | 2 & 1     | Gordon Sherry           |
| 1993                                                       | Royal Portrush Golf Club           | Iain Pyman              | Inghilterra      | 37 buche  | Paul Page               |
| 1992                                                       | Carnoustie Golf Links              | Stephen Dundas          | Scozia           | 7 & 6     | Bradley Dredge          |
| 1991                                                       | Ganton Golf Club                   | Gary Wolstenholme       | Inghilterra      | 8 & 6     | Bob May                 |
| 1990                                                       | Muirfield                          | Rolf Muntz              | Paesi Bassi      | 7 & 6     | Michael Macara          |
| 1989                                                       | Royal Birkdale Golf Club           | Stephen Dodd            | Galles           | 5 & 3     | Craig Cassells          |
| 1988                                                       | Royal Porthcawl Golf Club          | Christian Hardin        | Svezia           | 1 up      | Ben Fouchee             |
| 1987                                                       | Prestwick Golf Club                | Paul Mayo               | Galles           | 3 & 1     | Peter McEvoy            |
| 1986                                                       | Royal Lytham & St. Annes Golf Club | David Curry             | Inghilterra      | 11 & 9    | Geoff Birtwell          |
| 1985                                                       | Royal Dornoch Golf Club            | Garth McGimpsey         | Irlanda del Nord | 8 & 7     | Graham Homewood         |
| 1984                                                       | Formby Golf Club                   | José María Olazábal     | Spagna           | 5 & 4     | Colin Montgomerie       |
| 1983                                                       | Turnberry                          | Philip Parkin           | Galles           | 5 & 4     | Jim Holtgrieve          |
| 1982                                                       | Royal Cinque Ports Golf Club       | Martin Thompson         | Inghilterra      | 4 & 3     | Andrew Stubbs           |
| 1981                                                       | St. Andrews Links                  | Phillipe Ploujoux       | Francia          | 4 & 2     | Joel Hirsch             |
| 1980                                                       | Royal Porthcawl Golf Club          | Duncan Evans            | Galles           | 4 & 3     | David Suddards          |
| 1979                                                       | Hillside Golf Club                 | Jay Sigel               | Stati Uniti      | 3 & 2     | Scott Hoch              |
| 1978                                                       | Royal Troon Golf Club              | Peter McEvoy            | Inghilterra      | 4 & 3     | Paul McKellar           |
| 1977                                                       | Ganton Golf Club                   | Peter McEvoy            | Inghilterra      | 5 & 4     | H.M. Campbell           |
| 1976                                                       | St. Andrews Links                  | Dick Siderowf           | Stati Uniti      | 37 buche  | J.C. Davies             |
| 1975                                                       | Royal Liverpool Golf Club          | Vinny Giles             | Stati Uniti      | 8 & 7     | Mark James              |
| 1974                                                       | Muirfield                          | Trevor Homer            | Inghilterra      | 2 up      | Jim Gabrielsen          |
| 1973                                                       | Royal Porthcawl Golf Club          | Dick Siderowf           | Stati Uniti      | 5 & 3     | Peter H. Moody          |
| 1972                                                       | Royal St. George's Golf Club       | Trevor Homer            | Inghilterra      | 4 & 3     | Alan Thirlwell          |
| 1971                                                       | Carnoustie Golf Links              | Steve Melnyk            | Stati Uniti      | 3 & 2     | Jim Simons              |
| 1970                                                       | Royal County Down Golf Club        | Michael Bonallack       | Inghilterra      | 8 & 7     | Bill Hyndman            |
| 1969                                                       | Royal Liverpool Golf Club          | Michael Bonallack       | Inghilterra      | 3 & 2     | Bill Hyndman            |
| 1968                                                       | Royal Troon Golf Club              | Michael Bonallack       | Inghilterra      | 7 & 6     | Joe Carr                |
| 1967                                                       | Formby Golf Club                   | Bob Dickson             | Stati Uniti      | 2 & 1     | Ron Cerrudo             |
| 1966                                                       | Carnoustie Golf Links              | Bobby Cole              | Sudafrica        | 3 & 2     | Ronnie Shade            |
| 1965                                                       | Royal Porthcawl Golf Club          | Michael Bonallack       | Inghilterra      | 2 & 1     | Clive Clark             |
| 1964                                                       | Ganton Golf Club                   | Gordon Clark            | Inghilterra      | 39 buche  | Michael Lunt            |
| 1963                                                       | St. Andrews Links                  | Michael Lunt            | Inghilterra      | 2 & 1     | John Blackwell          |
| 1962                                                       | Royal Liverpool Golf Club          | Richard Davies          | Stati Uniti      | 1 up      | John Povall             |
| 1961                                                       | Turnberry                          | Michael Bonallack       | Inghilterra      | 6 & 4     | James Walker            |
| 1960                                                       | Royal Portrush Golf Club           | Joe Carr                | Irlanda          | 8 & 7     | Robert Cochran          |
| 1959                                                       | Royal St. George's Golf Club       | Deane Beman             | Stati Uniti      | 3 & 2     | Bill Hyndman            |
| 1958                                                       | St. Andrews Links                  | Joe Carr                | Irlanda          | 3 & 2     | Alan Thirlwell          |
| 1957                                                       | Formby Golf Club                   | Reid Jack               | Scozia           | 2 & 1     | Harold Ridgley          |
| 1956                                                       | Royal Troon Golf Club              | John Beharrell          | Inghilterra      | 5 & 4     | Leslie Taylor           |
| 1955                                                       | Royal Lytham & St. Annes Golf Club | Joe Conrad              | Stati Uniti      | 3 & 2     | Alan Slater             |
| 1954                                                       | Muirfield                          | Douglas Bachli          | Australia        | 2 & 1     | William C. Campbell     |
| 1953                                                       | Royal Liverpool Golf Club          | Joe Carr                | Irlanda          | 2 up      | Harvie Ward             |
| 1952                                                       | Prestwick Golf Club                | Harvie Ward             | Stati Uniti      | 6 & 5     | Frank Stranahan         |
| 1951                                                       | Royal Porthcawl Golf Club          | Dick Chapman            | Stati Uniti      | 5 & 4     | Charles Coe             |
| 1950                                                       | St. Andrews Links                  | Frank Stranahan         | Stati Uniti      | 8 & 6     | Dick Chapman            |
| 1949                                                       | Portmarnock Golf Club              | Samuel McCready         | Irlanda          | 2 & 1     | Willie Turnesa          |
| 1948                                                       | Royal St. George's Golf Club       | Frank Stranahan         | Stati Uniti      | 5 & 4     | Charles Stowe           |
| 1947                                                       | Carnoustie Golf Links              | Willie Turnesa          | Stati Uniti      | 3 & 2     | Dick Chapman            |
| 1946                                                       | Royal Birkdale Golf Club           | James Bruen             | Irlanda          | 4 & 3     | Robert Sweeny Jr.       |
| 1940-45: Non giocate a causa della seconda guerra mondiale |                                    |                         |                  |           |                         |
| 1939                                                       | Royal Liverpool Golf Club          | Alexander Kyle          | Scozia           | 2 & 1     | A.A. Duncan             |
| 1938                                                       | Royal Troon Golf Club              | Charles Yates           | Stati Uniti      | 3 & 2     | Cecil Ewing             |
| 1937                                                       | Royal St. George's Golf Club       | Robert Sweeny Jr.       | Stati Uniti      | 3 & 2     | Lionel Munn             |
| 1936                                                       | St. Andrews Links                  | Hector Thomson          | Scozia           | 2 up      | Jim Ferrier             |
| 1935                                                       | Royal Lytham & St. Annes Golf Club | Lawson Little           | Stati Uniti      | 1 up      | William Tweddell        |
| 1934                                                       | Prestwick Golf Club                | Lawson Little           | Stati Uniti      | 14 & 13   | J. Wallace              |
| 1933                                                       | Royal Liverpool Golf Club          | Michael Scott           | Inghilterra      | 4 & 3     | T.A. Bourn              |
| 1932                                                       | Muirfield                          | John De Forest          | Inghilterra      | 3 & 1     | Eric Fiddian            |
| 1931                                                       | Royal North Devon Golf Club        | Eric Martin-Smith       | Inghilterra      | 1 up      | John De Forest          |
| 1930                                                       | St. Andrews Links                  | Bobby Jones             | Stati Uniti      | 7 & 6     | Roger Wethered          |
| 1929                                                       | Royal St. George's Golf Club       | Cyril Tolley            | Inghilterra      | 4 & 3     | J. Nelson Smith         |
| 1928                                                       | Prestwick Golf Club                | Phil Perkins            | Inghilterra      | 6 & 4     | Roger Wethered          |
| 1927                                                       | Royal Liverpool Golf Club          | William Tweddell        | Inghilterra      | 7 & 6     | D.E. Landale            |
| 1926                                                       | Muirfield                          | Jess Sweetser           | Stati Uniti      | 6 & 5     | A.F. Simpson            |
| 1925                                                       | Royal North Devon Golf Club        | Robert Harris           | Scozia           | 13 & 12   | Kenneth F. Fradgley     |
| 1924                                                       | St. Andrews Links                  | Ernest Holderness       | Inghilterra      | 3 & 2     | E.F. Storey             |
| 1923                                                       | Royal Cinque Ports Golf Club       | Roger Wethered          | Inghilterra      | 7 & 6     | Robert Harris           |
| 1922                                                       | Prestwick Golf Club                | Ernest Holderness       | Inghilterra      | 1 up      | John Caven              |
| 1921                                                       | Royal Liverpool Golf Club          | Willie Hunter           | Scozia           | 12 & 11   | Allan Graham            |
| 1920                                                       | Muirfield                          | Cyril Tolley            | Inghilterra      | 37 buche  | Robert A. Gardner       |
| 1915-19: Non giocate a causa della prima guerra mondiale   |                                    |                         |                  |           |                         |
| 1914                                                       | Royal St. George's Golf Club       | J.L.C. Jenkins          | Scozia           | 3 & 2     | Charles O. Hezlet       |
| 1913                                                       | St. Andrews Links                  | Harold Hilton           | Inghilterra      | 6 & 5     | Robert Harris           |
| 1912                                                       | Royal North Devon Golf Club        | John Ball               | Inghilterra      | 38 buche  | Abe Mitchell            |
| 1911                                                       | Prestwick Golf Club                | Harold Hilton           | Inghilterra      | 4 & 3     | E.A. Lassen             |
| 1910                                                       | Royal Liverpool Golf Club          | John Ball               | Inghilterra      | 10 & 9    | C.C. Aylmer             |
| 1909                                                       | Muirfield                          | Robert Maxwell          | Scozia           | 1 up      | C.K. Hutchison          |
| 1908                                                       | Royal St. George's Golf Club       | E.A. Lassen             | Inghilterra      | 7 & 6     | H.E. Taylor             |
| 1907                                                       | St. Andrews Links                  | John Ball               | Inghilterra      | 6 & 4     | C.A. Palmer             |
| 1906                                                       | Royal Liverpool Golf Club          | James Robb              | Scozia           | 4 & 3     | C.C. Lingen             |
| 1905                                                       | Prestwick Golf Club                | Arthur Barry            | Inghilterra      | 3 & 2     | Osmund Scott            |
| 1904                                                       | Royal St. George's Golf Club       | Walter Travis           | Stati Uniti      | 4 & 3     | Edward Blackwell        |
| 1903                                                       | Muirfield                          | Robert Maxwell          | Scozia           | 7 & 5     | Horace Hutchinson       |
| 1902                                                       | Royal Liverpool Golf Club          | Charles Hutchings       | Inghilterra      | 1 up      | Sidney Fry              |
| 1901                                                       | St. Andrews Links                  | Harold Hilton           | Inghilterra      | 1 up      | John L. Low             |
| 1900                                                       | Royal St. George's Golf Club       | Harold Hilton           | Inghilterra      | 8 & 7     | James Robb              |
| 1899                                                       | Prestwick Golf Club                | John Ball               | Inghilterra      | 37 buche  | Freddie Tait            |
| 1898                                                       | Royal Liverpool Golf Club          | Freddie Tait            | Scozia           | 7 & 5     | S. Mure Fergusson       |
| 1897                                                       | Muirfield                          | Jack Allan              | Scozia           | 4 & 2     | James Robb              |
| 1896                                                       | Royal St. George's Golf Club       | Freddie Tait            | Scozia           | 8 & 7     | Harold Hilton           |
| 1895                                                       | St. Andrews Links                  | Leslie Balfour-Melville | Scozia           | 19 buche  | John Ball               |
| 1894                                                       | Royal Liverpool Golf Club          | John Ball               | Inghilterra      | 1 up      | S. Mure Fergusson       |
| 1893                                                       | Prestwick Golf Club                | P.C. Anderson           | Scozia           | 1 up      | Johnny Laidlay          |
| 1892                                                       | Royal St. George's Golf Club       | John Ball               | Inghilterra      | 3 & 1     | Harold Hilton           |
| 1891                                                       | St. Andrews Links                  | Johnny Laidlay          | Scozia           | 20 buche  | Harold Hilton           |
| 1890                                                       | Royal Liverpool Golf Club          | John Ball               | Inghilterra      | 4 & 3     | Johnny Laidlay          |
| 1889                                                       | St. Andrews Links                  | Johnny Laidlay          | Scozia           | 2 & 1     | Leslie Balfour-Melville |
| 1888                                                       | Prestwick Golf Club                | John Ball               | Inghilterra      | 5 & 4     | Johnny Laidlay          |
| 1887                                                       | Royal Liverpool Golf Club          | Horace Hutchinson       | Inghilterra      | 1 up      | John Ball               |
| 1886                                                       | St. Andrews Links                  | Horace Hutchinson       | Inghilterra      | 7 & 6     | Henry Lamb              |
| 1885                                                       | Royal Liverpool Golf Club          | Allen MacFie            | Inghilterra      | 7 & 6     | Horace Hutchinson       |

## Curiosità
Sedici giocatori hanno vinto più di un Amateur Championship:
- 8 vittorie: John Ball;
- 5 vittorie: Michael Bonallack;
- 4 vittorie: Harold Hilton;
- 3 vittorie: Joe Carr;
- 2 vittorie: Horace Hutchinson, Johnny Laidlay, Freddie Tait, Robert Maxwell, Ernest Holderness, Cyril Tolley, Lawson Little, Frank Stranahan, Trevor Homer, Dick Siderowf, Peter McEvoy, Gary Wolstenholme.

Tre giocatori hanno vinto sia l'Amateur Championship che l'Open Championship:
- John Ball - 1888, 1890, 1892, 1894, 1899, 1907, 1910, 1912 Amateur; 1890 Open;
- Harold Hilton - 1900, 1901, 1911, 1913 Amateurs; 1892, 1897 Open;
- Bobby Jones - 1930 Amateur; 1926, 1927, 1930 Open.